# Грослора
Грослора (њем. Großlohra) општина је у њемачкој савезној држави Тирингија. Једно је од 32 општинска средишта округа Нордхаузен. Према процјени из 2010. у општини је живјело 1.010 становника. Посједује регионалну шифру (AGS) 16062009.

## Географски и демографски подаци
Грослора се налази у савезној држави Тирингија у округу Нордхаузен. Општина се налази на надморској висини од 310 метара. Површина општине износи 18,3 km². У самом мјесту је, према процјени из 2010. године, живјело 1.010 становника. Просјечна густина становништва износи 55 становника/km².